# Ein Drama in den Lüften

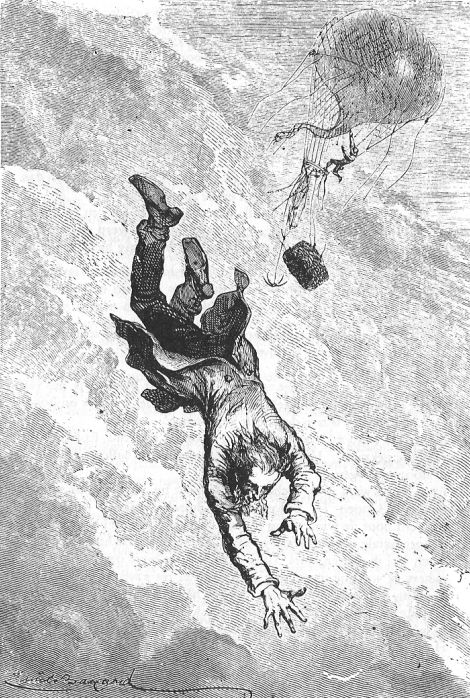
„Der Verrückte war bereits in der Tiefe verschwunden“ – Illustration von Émile Bayard (1874)

Ein Drama in den Lüften ist eine Kurzgeschichte des französischen Autors Jules Verne. Sie erschien im August 1851 unter dem französischen Titel La science en famille. Un voyage en ballon. (Réponse à l’énigme de juillet.) und war 1874 in leicht überarbeiteter Form unter dem Titel Un drame dans les airs Bestandteil der Erzählungsbandes Eine Idee des Dr. Ox (Le Docteur Ox). Die Geschichte enthält zahlreiche Motive, die Jules Verne in seinem ersten Roman Fünf Wochen im Ballon wieder aufgriff.

## Inhalt
Der französische Ich-Erzähler wartet auf dem damaligen Theaterplatz (heutiger Rathenauplatz) von Frankfurt am Main vergeblich auf drei Stadtverordnete, die an seiner Ballonfahrt teilnehmen wollten. Aufgrund der enttäuschten Zuschauer, die dem Start entgegenfiebern, beschließt der Ballonpilot den Aufstieg allein durchzuführen. Im Moment des Ballonstartes springt ein Fremder zu ihm in die Gondel. Der Blinde Passagier zwingt den Ballonfahrer immer höher zu steigen und erzählt diesem anhand einer Reihe von Kupferstichen von der verlustreichen Geschichte der Luftfahrt. Während der Streiterei mit dem Ballonfahrer entwirft der offensichtlich verwirrte Passagier im Gespräch einen Abriss der Geschichte der Ballonfahrt. Bald stellt sich heraus, dass es ihm aber besonders die Unglücksfälle der Entwicklung angetan haben. Mit aller Deutlichkeit beschreibt er genüsslich die Katastrophen und Fehlschläge der mutigen Aeronauten. Offensichtlich ist er ein Selbstmörder. Der Ballonfahrer verwickelt ihn in weitere Geschichten und öffnet das Gasventil. Der Verrückte will weiteren Gasverlust verhindern und wirft den letzten Ballast ab. In großer Flughöhe will er auch noch die Gondel abwerfen. Er versucht die Seile zwischen Gondel und dem Haltenetz am Ballon zu kappen. Im Zweikampf kann er die Seile durchschneiden. Im letzten Augenblick kann sich der Ballonfahrer an den Seilen des Netzes festhalten. Der Attentäter stürzt ab. Der Ballonfahrer kann mit den Resten des durch die große Flughöhe geborstenen Ballons wieder die Erde erreichen. Er erwacht, weit ab vom Ausgangsort, in einem Bauernhaus in der niederländischen Stadt Harderwijk an der Zuidersee in Gelderland.

## Werksgeschichte
Durch einen Studienfreund, den französischen Bankier und Publizisten Charles Wallut (1829–1899), bekam Jules Verne Kontakt zum Herausgeber des konservativen Monatsmagazins Museé des Familles. Nach Ein Drama in Mexiko (Un drame au Mexique), das im Juli 1851 als Vernes erste Erzählung erschien, folgte einen Monat später die mit fünf Zeichnungen von Alexandre de Bar illustrierte Kurzgeschichte La science en famille. Un voyage en ballon. (Réponse à l’énigme de juillet.), die in Museé des Familles veröffentlicht wurde. 1874 nahm sie Jules Verne in leicht überarbeiteter Form unter dem Titel Un drame dans les airs in den einzigen zu seinen Lebzeiten veröffentlichten Erzählungsband Eine Idee des Dr. Ox (Le Docteur Ox) auf. Diesmal mit sechs Illustrationen von Émile Bayard.

## Verfilmungen
Am 27. August 1904 wurde in Frankreich der zehnminütige Stummfilm Un drame dans les airs uraufgeführt. Regie führte Gaston Velle (1872–1948), das Drehbuch schrieb Z. Rollini.
1973 gab es unter dem Titel Slomannaya podkova eine sowjetische Produktion. In der DDR hatte die synchronisierte Fassung als Die Abenteuer des Ballonpiloten J.A. am 26. Juli 1974 Premiere.

## Nachweise